# 이지연 (조선)
이지연(李止淵, 1777년 ~ 1841년)은 조선 후기의 문신이며, 헌종 때 우의정을 지냈다. 헌종의 총애가 각별했으며, 청렴했다. 본관은 전주. 자는 경진(景進), 호는 희곡(希谷), 시호는 문익(文翼)이다.

## 생애
순조 때 문과에 급제해 지평이 되고 수찬, 시독관을 거쳐 사간원대사간, 승지가 되고 비변사제조를 겸하다 도승지로 승진, 사간원대사간, 형조참판, 이조참판을 거쳐 도승지가 되고 경상도관찰사를 거쳐 이조참판, 예조참판이 되고 한성부판윤을 거쳐 예조판서와 공조판서를 하다가 안태사로 나가서 민심을 다스리고 순조의 신임으로 홍문관제학을 거쳐 형조판서로 승진한다. 광주유수를 거쳐 형조판서가 되고, 지의금부사, 한성부판윤을 거쳐 이후 형조판서로 다시 임명되고 한 때 대간들의 공격을 받아 나주목사가 되지만, 순조의 신임으로 다시 형조판서가 되고 한성부판윤과 홍문관제학을 거쳐 형조판서가 된다. 반송사로 청나라에 다녀온 뒤 예문관제학이 되고 예조판서를 거쳐 좌빈객에 이어 다시 예조판서, 이조판서를 거쳐 홍문관제학으로 비변사유사당상을 겸하다가 홍문관제학으로 진향정사가 되어 청나라에 다시 다녀온 뒤 한성부판윤으로 선혜청제조를 겸하고 예문관제학을 거쳐 호조판서가 되고 우빈객을 겸한 뒤 예문관제학으로 호조판서가 되고 이후 제조로 있다가 형조판서, 호조판서를 거쳐 부묘도감제조에 이어 이후 헌종의 각별한 총애로 우의정까지 승진하지만, 대간들의 탄핵으로 귀양지에서 죽었다. 청렴함으로 이름이 높았지만, 천주교 신부들을 처형할 것을 주장한 보수적인 대신이다.